# كارل دويسبرج
فريدريش كارل دويسبرغ (بالألمانية: Carl Duisberg)‏ (29 سبتمبر 1861 - 19 مارس 1935) كيميائي وصناعي ألماني.

## حياته
ولد دويسبرغ في بارمن، ألمانيا. من عام 1879 إلى عام 1882، درس في جامعة غوغت في غوتنغن وجامعة فريدريش شيلر في يينا، وحصل على الدكتوراه. بعد الخدمة العسكرية في ميونيخ، والتي جمعها مع الأبحاث في مختبر أدولف فون باير، تم تعيينه في عام 1883 في Farbenwerke (شركة الأصباغ) في Friedr. Bayer & Co. التي أصبحت فيما بعد Bayer AG .

## روابط خارجية
- كارل دويسبرج على موقع الموسوعة البريطانية (الإنجليزية)